# Encyclopédie Cousteau
L’Encyclopédie Cousteau est un ouvrage de Jacques-Yves Cousteau en 20 volumes constituant une encyclopédie océanographique.

## Édition
L'édition en langue française a été réalisée sous la direction de Claude Tchou. La rédactrice en chef était Jocelyne de Pass. L'ouvrage est publié chez Robert Laffont, dans la collection Le Monde des océans en 1976.
Il s'agit d'une adaptation en langue française de The Ocean world of Jacques Cousteau publié par Harry N. Abrams, Inc. à partir de 1973.

## Tomes et chapitrage
1. Oasis dans l'espace. La Terre et l'eau. La planète Mer.
  1. Si les océans devaient mourir
  2. L'eau, essence de vie
  3. Un homme vient de naître - un dauphin vient de naître
  4. Le berceau de la vie
  5. Motivations essentielles
  6. Le cerveau et les sens : un ordinateur branché sur le monde
  7. L'intervention du cerveau
  8. Comportements-types des animaux marins
  9. L'interdépendance de toute vie
  10. Saisons et provinces de l'océan
  11. Les pharaons de la mer
  12. Trésors de la mer
  13. Le retour de l'homme à la mer
  14. La mer en danger
  15. Oasis dans l'espace
2. L'acte de vie. Les merveilleux secrets de la reproduction.
  1. Mourir pour survivre
  2. La fécondité de la mer
  3. La loi du grand nombre
  4. Réussite des « mieux armés »
  5. Carte au trésor
  6. Reproduction asexuée
  7. Reproduction sexuée
  8. Idylles paisibles
  9. Les crimes passionnels
  10. Tributaires du hasard
  11. Protection parentale interne
  12. Sollicitude des parents
  13. Perversions
  14. Splendeur de l'union
  15. L'écume des mers
3. La quête de nourriture. Herbivores, carnivores, chaînes alimentaires.
  1. Manger pour vivre
  2. Famine et festin
  3. Les rations d'entretien
  4. Manger pour grandir
  5. La reproduction coûte cher
  6. Le plein de carburant
  7. Des consommateurs très organisés
  8. Repérage des proies
  9. Prédateurs embourgeoisés
  10. Prédateurs actifs
  11. Rapports alimentaires
  12. Méthodes de pêche primitives
  13. La pêche moderne
  14. La mer sera-t-elle cultivée ?
  15. Les dents acides
4. L'art du mouvement. Les adaptations à la locomotion.
  1. La vie est mouvement
  2. Densité du milieu
  3. L'univers des formes
  4. Train d'ondes vivantes
  5. Le rôle des nageoires
  6. La marche et la reptation
  7. Techniques propulsives originales
  8. Les opportunistes professionnels
  9. Décollage
  10. Toujours plus vite
  11. Quand le mouvement crée le mode de vie
  12. Ailleurs
5. Attaque et défense. Proies et prédateurs, chasse et camouflage.
  1. Vivre à tout prix
  2. La mauvaise réputation
  3. Tuer pour se nourrir
  4. Des couleurs qui rendent invisible
  5. Armures et blindades
  6. Retraites stratégiques
  7. La meilleure défense, c'est l'attaque
  8. Lutte pour le territoire, lutte pour le sexe
  9. Animosités ancestrales
  10. Un temps pour la paix
6. Fenêtre ouverte dans la mer. Lois de l'optique et vision dans l'eau.
  1. Les enseignements de la lumière
  2. Pourquoi la mer est-elle bleue ?
  3. L'homme et la vision directe
  4. Vision indirecte : de la photographie à la télévision
  5. Le rayon de vie
  6. Les pulsations de l'océan
  7. Lumière vivante
  8. Prométhée
  9. Les yeux
  10. Mystification
  11. L'éclatante palette de couleurs
  12. Don du Soleil
7. Instinct et intelligence. Les comportements des animaux.
  1. L'origine de la conscience
  2. Manger d'abord
  3. La volonté de vivre
  4. « Croissez et multipliez »
  5. La propriété
  6. Conduites complexes
  7. Changer le monde ou changer soi-même ?
  8. Communications dans la mer
  9. Talents innés
  10. Apprendre instinctivement
  11. Intelligence et naissance de la conscience
  12. La lutte pour la paix
8. Messages invisibles. Des organes des sens insoupçonnés.
  1. Des lunettes pour les aveugles
  2. Des ondes d'information
  3. Les récepteurs
  4. Sens mécaniques
  5. Voix et tam-tams
  6. Les messages olfactifs
  7. Les messages électriques
  8. Les ondes sonores et les ondes de pression
  9. L'utilisation des échos
  10. Existe-t-il un autre langage que le nôtre ?
  11. En vibrant avec la mer
9. Les pharaons de la mer. Les coraux, constructeurs de récifs.
  1. Rythme du changement
  2. La naissance d'un atoll
  3. Le récif de la Grande Barrière
  4. Bâtisseurs d'autrefois
  5. Les coraux et leurs parents
  6. Le fermier corallien
  7. Une cité corallienne
  8. Les prédateurs du corail
  9. L'homme et le récif de corail
  10. Pierres vivantes
10. Mammifères et oiseaux de mer. Les animaux marins à sang chaud.
  1. Les souverains des mers
  2. Sur terre, dans la mer, dans l'air
  3. Adaptations
  4. Adaptations internes
  5. Les sens
  6. Biographies marines
  7. L'homme destructeur
  8. L'homme protecteur
  9. User ou abuser
  10. Ferveur de vivre
11. Les provinces de l'océan. L'histoire de la Terre est écrite dans la mer.
  1. Notre planète d'eau
  2. Eau de la vie
  3. L'eau en mouvement
  4. États-frontières
  5. Le flux et le reflux des marées
  6. Le combat de la terre et de la mer
  7. Le plateau continental
  8. Grand large
  9. Les abysses
  10. La zone hadale
  11. La province de l'inconnu
  12. Les forces qui modèlent la Terre
  13. Histoire de l'eau
12. L'homme retourne à la mer. Submersibles et plongeurs.
  1. Le retour à la mer
  2. L'aventure sous-marine
  3. L'appel de la mer
  4. Amas
  5. Des machines à plonger
  6. De l'air à l'eau
  7. Des réserves d'air
  8. Liberté dans la mer
  9. Toujours plus longtemps, toujours plus profond
  10. Vivre sous l'eau
  11. L'homme sous-marin
  12. Messager du Soleil
13. Mythes et légendes de la mer. Cités englouties, monstres et trésors.
  1. Les muses de l'océan
  2. Le ciel et l'eau
  3. Le défi
  4. Golconde
  5. Ailleurs
  6. Naissance de Vénus
  7. L'impossible maîtresse
  8. Réconciliation
  9. L'âme de la mer
14. L'aventure de la vie. L'évolution des espèces dans la mer.
  1. Jeunesse de la vie
  2. Les archives
  3. L'évolution de l'évolution
  4. La survie des mieux adaptés
  5. Évolution et reproduction
  6. Expériences de l'évolution
  7. Les fossiles
  8. Au commencement
  9. L'origine de la vie
  10. Les invertébrés
  11. Presque des poissons
  12. La colonne vertébrale
  13. La terre ferme
  14. Connaître ses ancêtres
  15. Apprenti sorcier
  16. Brises folles
15. L'océan et l'espace. L'océanographie, science des mers.
  1. La mer et l'espace
  2. La naissance d'une nouvelle science
  3. Les pionniers des sciences océaniques
  4. Récents voyages de découverte
  5. Peut-on chiffrer la vie dans la mer ?
  6. Les forces destructrices de la mer
  7. Le régulateur des climats
  8. Localisation des minéraux
  9. Les ondes
  10. L'impact de l'homme
  11. La détection à distance
  12. L'homme est irremplaçable
  13. Au nom de la science
  14. Le don de la curiosité
16. Les mers polaires. Le plus ingrat des milieux.
  1. L'équilibre de l'univers
  2. Le décor polaire
  3. Affronter le froid
  4. La glace à travers les âges
  5. La vie en question
  6. La vie sur les glaces australes
  7. Au-dessus de la glace et de l'eau
  8. Trésors des pôles
  9. Sous la glace
  10. Le laboratoire polaire
  11. En harmonie avec l'environnement
  12. Piller ou respecter les pôles
17. Les trésors de l'océan. Richesses minérales, biologiques, spirituelles.
  1. Manne de la mer
  2. Trésors engloutis
  3. Les mines de la mer
  4. L'or noir
  5. De l'énergie non-polluante
  6. Pour les connaisseurs
  7. Prédateur intelligent
  8. Le mythe de l'abondance
  9. Cultiver la mer
  10. Une pharmacie marine
  11. La mer des loisirs
18. Les défis de la mer. Face aux éléments déchaînés.
  1. Pour une vie plus riche
  2. Bien avant l'homme
  3. Défis sociaux
  4. Face aux éléments déchaînés
  5. La vie est changement
  6. Niveau de la mer et civilisations
  7. Envers et contre la mer
  8. La plongée dans le passé
  9. La mer qui divise les hommes
  10. La mer qui unit les hommes
  11. Défis du futur
19. Le spectre de la pollution. Le suicide de l'humanité ?
  1. Planète en feu
  2. Des oasis menacées
  3. L'équilibre écologique des mers
  4. Récolter sans semailles
  5. Cette eau qui est partout
  6. L'air pollué qui nous entoure
  7. Partout, partout, la foule
  8. De la terre à la mer
  9. L'équilibre de la nature
  10. Les eaux et la politique
  11. L'écologie appliquée
  12. Espérer pour entreprendre
20. Guide de la mer — Index.
  1. Les sciences de la mer
  2. Grands tournants
  3. La plongée sans risques
  4. Quelques conseils personnels
  5. Les vénéneux et venimeux
  6. Fichier de la vie marine
  7. Temps et mesure
  8. Essais photographiques
  9. Conclusion - Un univers sans témoins
  10. Glossaire
  11. Bibliographie
  12. Index général